# Munster (queijo)
O munster ou munster-géromé é um queijo francês do Leste, das regiões da Alsácia, Franco-Condado, Meurthe-et-Moselle, Mosela e Vosges sendo categorizado como AOC desde 1969.

## História
A lenda diz que a receita deste queijo provem de um monge irlandês de passagem na região, no século IX. Seu nome provem da cidade de Munster.
Para outros, a receita remonta à época de Carlos Magno, dos monastérios da região, onde a especialidade era a fabricação de queijos. O nome Munster vem da palavra monastério, graças ao hábito dos monges em fazer queijos.

## Descrição

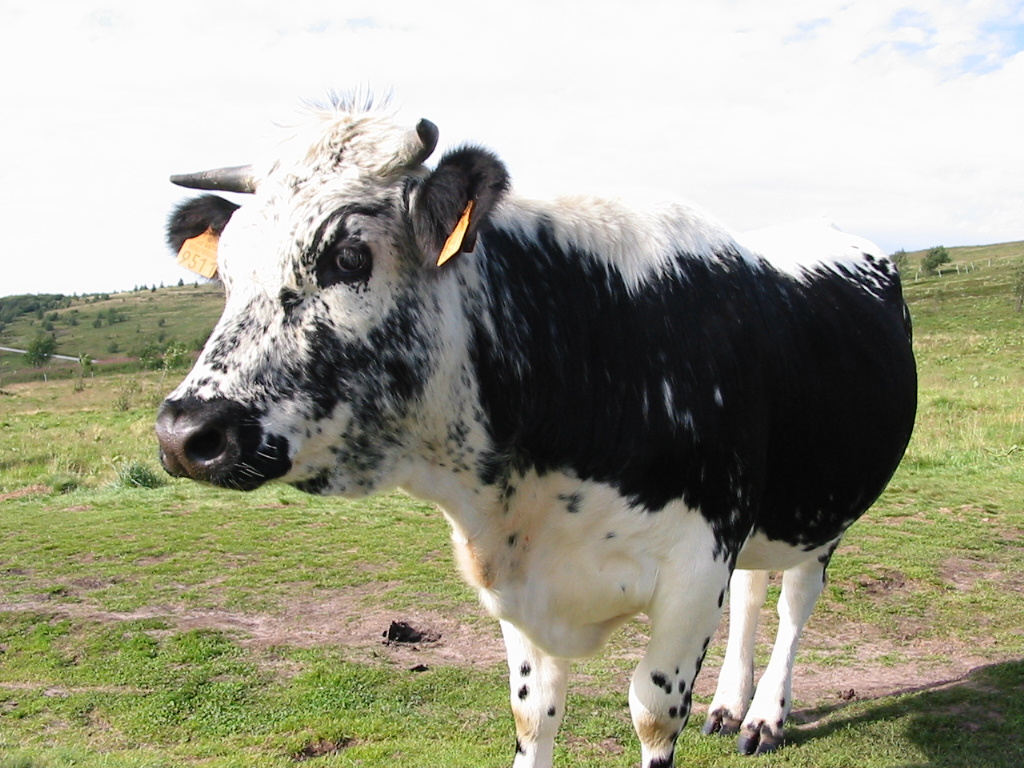
Vaca da raça vosgienne

O Munster é um queijo feito à base de leite de vaca, de consistência mole, forma cilíndrica, de 13 a 19 cm de diâmetro, com altura de 2,4 a 8 cm, podendo pesar de 450g a 1,5Kg. O termo Petit Munster ou Petit Munster-Géromé é usada a um queijo de formato reduzido de 7 a 12 cm de altura, com peso mínimo de 120g. A caasca é lavada com a bactéria Brevibacterium linens.

## Produção
A zona de produção leiteira cobre sete departamentos da região da Alsácia e do massivo de Vosges.
A produção em 2007 foi de 8120 toneladas, sendo a maior parte realizada em Lorraine.

## Degustação
A afinação se faz em caixas com mudanças a cada 21 dias no mínimo do munster e 14 dias para o petit-munster.A fim da afinação, cada queijo é esfregado a mão e volta à caixa.
O melhor período de degustação do munster fica entre maio e outubro, após a afinação de 8 a 10 semanas, mas também é excelente de abril a dezembro.
Seu odor é forte, mas com gosto doce. Uma das maneiras mais comuns de ser apreciado é derretido, com pão, chamado de raclette.